# How Do We Want to Live?
How Do We Want to Live? ist das siebte Studioalbum der deutschen Postrock-/Post-Metal-Band Long Distance Calling. Es erschien am 26. Juni 2020 über InsideOut Music.

## Entstehung

### Songwriting
Ohne die Öffentlichkeit zu informieren, begann die Band mit der Arbeit an ihrem neuen Studioalbum. Laut dem Schlagzeuger Janosch Rathmer wollten sich die Musiker auf die Arbeit konzentrieren anstatt auf den Social-Media-Kanälen „Vollgas zu geben“. Die Band machte einige musikalische Experimente, zum Beispiel mit elektronischer Musik und Trip-Hop. Inspiration holten sich die Musiker auch bei den Soundtracks der Kinofilme Tron oder Blade Runner. Allerdings sollte die Musik des neuen Albums laut Rathmer auch einen „Retro-Charme“ haben und „nicht zu technoid“ klingen.
Die Aufnahmen begannen im Februar 2020. Produziert wurde das Album von Arne Neurand, der sich laut Janosch Rathmer selbst in Quarantäne begab, um das Album fertig zu produzieren. Das Album wurde komplett analog gemischt und kommt ohne Schlagzeug-Samples aus. Die Band wollte mit How Do We Want to Live? einen Gegenpol zu einem Album wie Hello World erschaffen, dem ersten durch Künstliche Intelligenz (KI) komponierten Musikalbum.

„Das Thema von KI-erschaffener Musik ist schwierig. Sie greift ja nur auf das Futter zurück, was ihr gereicht wird. Außerdem hoffe ich einfach, dass wir Menschen vor allem in Sachen Kunst und Kultur noch lange den Ton angeben. Wenn wir das aus der Hand geben, wird es sehr düster.“

### Aufnahmen
Nachdem das letzte Studioalbum Boundless komplett instrumental war, kehrte nun bei einem Lied der Gesang zurück. Laut dem Bassisten Jan Hoffmann wollte die Band zu ihrer Tradition zurückkehren, nach der ein Lied des Albums Gesang enthält. Bei dem Lied Beyond Your Limits ist als Gast Eric A. Pulverich von der Göttinger Band Kyles Tolone zu hören. Laut Rathmer schlug Arne Neurand Pulverich als Gastsänger vor. Ein weiterer Gastmusiker war der Cellist Luca Gilles bei den Liedern Fail/Opportunity und Sharing Thoughts. Gilles war bereits auf dem Livealbum Stummfilm – Live from Hamburg (A Seats & Sounds Show) zu hören. Das Album wurde komplett analog gemischt und von Jean-Pierre Chalbos gemastert.
Wie bereits in der Vergangenheit verwendete die Band auf dem Album zahlreiche Sprachsamples. Die beiden Teile von Curiosity enthält Zitate vom Moderator Bill Nye. In Hazard wird aus dem Buch Smarter Than Us. The Rise of Machine Intelligence von Stuart Armstrong, einem Profession der University of Oxford zitiert. Am Ende von Sharing Thoughts befindet sich ein Zitat aus Arthur C. Clarkes Roman Odyssee 2010 – Das Jahr, in dem wir Kontakt aufnehmen. Im abschließenden Ashes wurde ein Monolog von Agent Smith zu seinem Gefangenen Morpheus aus dem Film Matrix verwendet.

## Veröffentlichung
Wegen der COVID-19-Pandemie überlegte die Band, die Veröffentlichung des Albums zu verschieben. Diese Pläne wurden jedoch fallen gelassen, da die Musiker der Meinung waren, dass das Album für den Hörer „ein guter Begleiter“ in der aktuellen Lage wäre. Laut Janosch Rathmer wäre How Do We Want to Live? „das richtige Album zur richtigen Zeit“. Außerdem habe die Band für die erste Single Hazard viele positive Rückmeldungen von Seiten der Hörern erhalten, die sich über neue Musik freuten und diese Musik gerade brauchten. Für die Lieder Hazard, Voices und Immunity wurden Musikvideos veröffentlicht. Das Albumcover wurde von Max Löffler entworfen.
Parallel zur Albumveröffentlichung legte das deutsche Magazin Rock Hard seiner Ausgabe Nr. 398 die weltexklusive EP Immunity bei. Diese EP enthält neben den Liedern Immunity und Voices vom Album How Do We Want to Live? noch Live-Versionen der Lieder Out There und Black Paper Planes, die beim Rock Hard Festival 2019 aufgenommen wurden. Für den 2. Juli 2020 war ein Release-Konzert in der Autoarena Oberhausen geplant, bei dem die Zuschauer den Auftritt aus ihren Autos heraus verfolgen können. Die Autoarena befindet sich auf dem Parkplatz des Einkaufszentrums CentrO. Aus privaten Gründen musste das Konzert ersatzlos abgesagt werden. Von Juli bis September 2020 konnten unter entsprechenden Hygienebedingungen einige Konzerte Album vor kleinem Publikum stattfinden.

## Hintergrund
Thematisch setzt sich das Album mit dem Zusammenleben von Mensch und Maschine sowie künstlicher Intelligenz auseinander. Die Idee zu diesem Thema holte sich die Band, als sie eine Keynote-Veranstaltung zu diesem Thema musikalisch begleitete. Während des Entstehungsprozesses ließen sich die Musiker von Filmen wie Matrix, Metropolis, Cube und Die Truman Show, Fernsehserien wie Black Mirror sowie Bücher wie 1984 und Schöne neue Welt inspirieren.
Das eröffnende Curiosity wurde in zwei Teilte geteilt, wobei der erste Teil mehr den Charakter eines Intro hat. Bassist Jan Hoffmann erklärte, dass die Neugier auf der einen Seite wichtig für die Menschheit wäre, um Neues zu entdecken und sich zu entwickeln. Andererseits würde die Gefahr bestehen, dass man sich auf ein Terrain begibt, dass man nicht mehr kontrollieren kann.
Die Grundidee des Liedes Immunity ist, dass Maschinen immun gegen die Krankheiten der Menschheit sind. Das Musikvideo zu dem Lied handelt einerseits davon, dass die digitale Welt dem Menschen viel zu bieten hat und man sich mit Menschen auf der ganzen Welt austauschen kann. Andererseits werden diese Plattformen dafür missbraucht, um Lügen, Hass und Verschwörungstheorien zu verbreiten. Das Musikvideo ist ein Aufruf, den technischen Fortschritt und die Krise zu nutzen, um aus dieser Welt einen besseren Planeten zu machen.
Der Text des Liedes Beyond Your Limits wurde aus Sicht einer Maschine geschrieben. In dem letzten Lied Ashes wird die Menschheit von einer Computerstimme als Virus und Pest bezeichnet, während die künstliche Intelligenz als Retter der Welt dargestellt wird. Von der Menschheit würde nur noch Asche übrig bleiben, wobei laut Jan Hoffmann die Asche zum Nährboden für etwas Neues werden kann. Dies würde mit Neugier beginnen.

„Der Mensch schaufelt sich sein eigenes Grab, wenn er so weitermacht. Vor allem in dieser Zeit ist man ja immer wieder erschrocken über die Dummheit unserer Spezies. Ich bin gespannt, ob ein Großteil diesen Warnschuss zu deuten weiß.“

## Rezeption

### Rezensionen
Die deutschen Magazine Metal Hammer und Rock Hard kürten How Do We Want to Live? jeweils zum Album des Monats. Auf Matthias Weckmann vom Metal Hammer wirkte das Album wie ein „klassischer Soundtrack“. Die Band „erschaffe schöpferisch hochwertige Traumwelten, in die man sich als Hörer liebend gerne fallen lässt“ und die „zum sinnieren verführen“. Das Album wäre „definitiv eine Ausnahmeerfahrung im Rock-Bereich“, für die Weckmann sechs von sieben Punkten vergab. Für Holger Stratmann vom Rock Hard lässt sich „das Songwriting von Deutschlands bester und erfolgreichster Instrumental-Band längst nicht mehr nach normalen Maßstäben messen“. In „bester Pink-Floyd-Manier schwingt sich das Quartett kompetent von Part zu Part, mäandert die Stimmungen um immer wieder ein großes Finale einzuläuten“. Das Album würde „definitiv zum richtigen Zeitpunkt erscheinen“. Stratmann vergab neun von zehn Punkten.

### Chartplatzierungen
How Do We Want to Live? erreichte in Deutschland Rang sieben der Albumcharts und wurde zum ersten Top-10-Album der Band. Das Gleiche gilt in der Schweizer Hitparade, wo die Band mit Platz zehn ebenfalls ihre bis dato höchste Chartnotierung verbuchten. Darüber hinaus erreichte das Album Platz zehn der deutschen Vinylcharts.
| ChartsChartplatzierungen | Höchstplatzierung | Wochen |
| ------------------------ | ----------------- | ------ |
| Deutschland (GfK)        | 7 (3 Wo.)         | 3      |
| Schweiz (IFPI)           | 10 (1 Wo.)        | 1      |

## HDWWTL - The Remixes
Am 18. Dezember 2020 veröffentlichte die Band die EP HDWWTL - The Remixes. Diese EP enthält zwei Titel des Albums How Do We Want to Live?, die von befreundeten Musikern als Remix bearbeitet wurden. Der Kölner Musiker KeeMo bearbeitete das Lied Voices, während sich Stubborn Flows aus Münster dem Lied Ashes annahm. Beide Remixes wurden zuvor als kürzere Versionen auf einer 7″-EP veröffentlicht, die dem limitierten Boxset zu How Do We Want To Live? beilag.